# Quinto Cecilio Metello Balearico
Quinto Cecilio Metello Balearico (latino Quintus Caecilius Metellus Balearicus) (170 a.C.) è stato un politico romano del II secolo a.C.

## Biografia
Figlio di Quinto Cecilio Metello Macedonico venne eletto pretore nel 126 a.C., console nel 123 a.C. e censore nel 120 a.C.

Governò la Sardegna e conquistò le isole Baleari, dove fece stabilire 3000 Romani e Iberici per fondare la colonia di Palma di Maiorca. Per le sue imprese nel 121 a.C. gli venne assegnato un trionfo e il cognome Balearico.
Ebbe un figlio, Quinto Cecilio Metello Nepote e due figlie, entrambe chiamate Cecilia Metella. La prima divenne una vergine vestale, la seconda, secondo un'ipotesi datata e probabilmente poco attendibile, sarebbe stata data in sposa ad Appio Claudio Pulcro.